# Józef Bułak-Bałachowicz

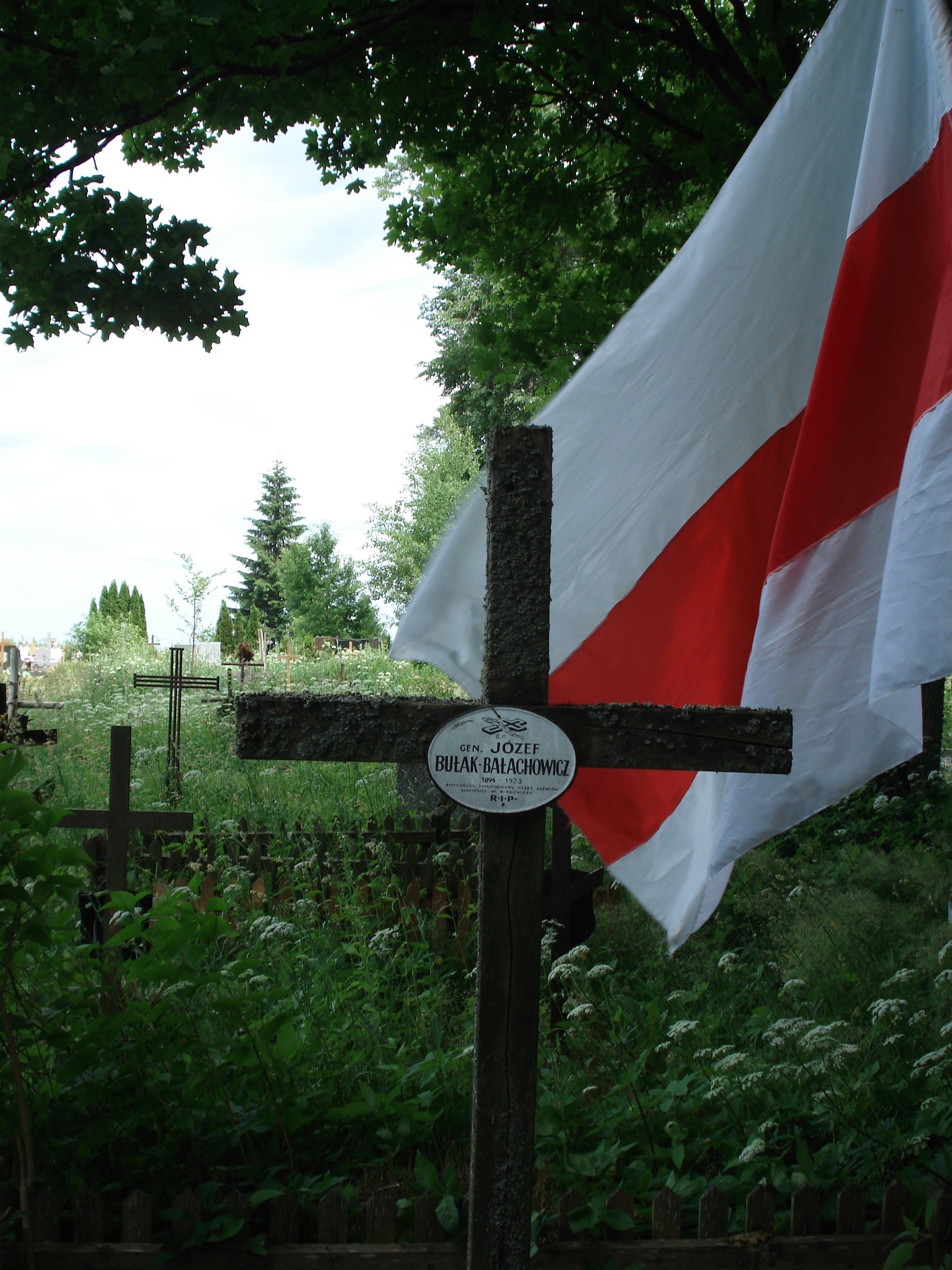
Grób Józefa Bułak-Bałachowicza

Józef Bułak-Bałachowicz (biał. Язэп Булак-Балаховіч, Jazep Bułak-Bałachovič, ros. Иосиф Никодимович Булак-Балахович; ur. 4 września 1894 w Stokopijewie koło Mejsztów w powiecie nowoaleksandrowskim (powiat brasławski), zm. 11 czerwca 1923 na drodze z Białowieży do Hajnówki w Puszczy Białowieskiej) – białoruski wojskowy, oficer piechoty Armii Imperium Rosyjskiego, pułkownik Białej Armii, zastępca dowódcy ochotniczych oddziałów walczących w składzie Wojska Polskiego II RP w 1920 r. Brat Stanisława Bułak-Bałachowicza.

## Działalność
W kwietniu 1916 r. został zmobilizowany do armii rosyjskiej i wcielony do 7 Rewelskiego Pułku Piechoty. W maju trafił do oddziału podpułkownika Leonida Punina, gdzie od roku służył już jego brat Stanisław. W 1917 awansowany z porucznika na podrotmistrza. W październiku wystąpił z wojska rosyjskiego, przechodząc do oddziałów polskich – został oddelegowany przez gen. Jacynę do Pskowa w celu rekrutacji Polaków do I Korpusu gen. Józefa Dowbor-Muśnickiego. W listopadzie został przeniesiony do Piotrogrodu, nadal w ramach I Korpusu Polskiego. W grudniu jego oddział został rozbrojony przez bolszewików. Od maja 1918 roku należał do 1 pułku łuskiego (wiernego bolszewikom) pod dowództwem brata Stanisława, wraz z którym walczył w różnych formacjach „białych” (wojna estońsko-bolszewicka) – między innymi w armii gen. Judenicza, w której został mianowany podpułkownikiem, a następnie pułkownikiem.
Po zawarciu estońsko-sowieckiego traktatu pokojowego w marcu 1920 r. przeszedł z Armii Estońskiej na stronę polską, do wielonarodowościowego oddziału swojego brata, który po reorganizacji w Brześciu nad Bugiem w kwietniu 1920 r. został podporządkowany dowódcy 3 Armii gen. Edwarda Śmigłego-Rydza. Latem 1920 roku pod nieobecność starszego brata Stanisława, który jeździł do Warszawy na rozmowy polityczne, Józef dowodził oddziałem i przeprowadził znakomite wypady na tyły wojsk bolszewickich na Polesiu – pod Owruczem i Walednikami. W trakcie walk oddział był zasilany wziętymi do niewoli czerwonoarmistami oraz dezerterami, dzięki czemu pomimo strat zwiększył swą liczebność do ok. 1800 żołnierzy piechoty i 800 kawalerzystów.
Rozkazem Naczelnego Dowództwa Wojska Polskiego z 28 września 1920 wojska gen. Bułak-Bałachowicza zostały określone jako Ochotnicza Sprzymierzona Armia, uzyskując status odrębnej sojuszniczej armii. Generał nazwał ją Rosyjską Ludową Armią Ochotniczą (Russkaja Narodnaja Dobrowolczeskaja Armia, RNDA), która osiągnęła liczbę ok. 20 tys. żołnierzy. Mimo zawarcia rozejmu między Polską a stroną sowiecką w Rydze 12 października 1920 r., armia gen. Stanisława Bułak-Bałachowicza od 5 listopada 1920 r. podjęła samodzielne działania bojowe na obszarze Białorusi zajętym przez bolszewików, zdobywając 10 listopada Mozyrz.
12 listopada 1920 w Mozyrzu jego starszy brat Stanisław ogłosił niepodległość Białorusi, mianując się głównodowodzącym białoruskiej armii narodowej, zaś Józefa Bułak-Bałachowicza mianował dowódcą armii ochotniczej. 16 listopada powołano rząd Białoruskiej Republiki Ludowej, lecz po kilku dniach i kontrofensywie oddziałów bolszewickich, wojsko Bałachowiczów zostało zmuszone do wycofania się do Polski (Józef uczynił to 26 listopada).
Po wojnie polsko-bolszewickiej rząd polski, za zasługi w walce z Armią Czerwoną, nadał bałachowcom obywatelstwo polskie, a także zapewnił możliwość zamieszkania i zatrudnienia na terenie Polski. Józef Bułak-Bałachowicz został mianowany generałem brygady. W maju 1921 przybył do Białowieży wraz z bratem i blisko 200-osobową grupą podwładnych. Zamieszkał z rodziną w prywatnym domu Filimona Waszkiewicza na Tropince. Zajmował się początkowo problemami zakwaterowania i zatrudnienia bałachowców, później transportem państwowego materiału drzewnego z lasu do stacji w Białowieży. Współpracował z miejscowym Zarządem Okręgowym Lasów Państwowych. Obaj bracia posiadali udziały w tartaku w Hajnówce.
Został zamordowany 11 czerwca 1923 – prawdopodobnie zamach przygotowany przez bolszewicką policję polityczną wymierzony był przeciwko Stanisławowi, który tej tragicznej nocy miał jechać do Hajnówki, ale niespodziewanie znarowił mu się koń. Ponieważ sprawa była pilna, zamiast Stanisława pojechał jego brat Józef. Wyjechał z Białowieży późnym wieczorem, by na rano być na miejscu. Około pierwszej w nocy jeden z napastników (na pytanie „który to Bałachowicz?” i udzielonej przez Józefa odpowiedzi) śmiertelnie ugodził generała kulą w twarz.
Trumnę ze zwłokami generała wystawiono w kaplicy katolickiej urządzonej w sali jadalnej pałacu carskiego w Białowieży. Pogrzeb był uroczysty, z orkiestrą, uczestniczyło w nim mnóstwo ludzi. W ostatnią drogę generała odprowadzał ksiądz z Narewki (nie było jeszcze wtedy w Białowieży oddzielnej parafii rzymskokatolickiej). Józef Bułak-Bałachowicz spoczął w północno-zachodniej części cmentarza w Białowieży. Jego mogiła zachowała się do dzisiaj.

## Życie prywatne
Był synem Nikodema Michała i Józefy z Szafranów oraz wnukiem Sylwestra Bałachowicza i Michaliny Jasińskiej. Miał trzech braci i sześć sióstr. Najprawdopodobniej w 1918 ożenił się z Zinajdą (zm. 1980), z którą miał córkę Gabrielę i syna Zdzisława Bułak-Bałachowicza (1918–1944).
Jedyni spadkobiercy nazwiska to żyjący obecnie Maciej Bułak-Bałachowicz, Rafał Bułak-Bałachowicz, Ernest Bułak-Bałachowicz, obecnie najmłodszy z Bałachowiczów.